# 命運博士
命運博士（英語：Doctor Fate，或簡稱）是DC漫畫旗下的虛構超级英雄，在DC宇宙中是個強大巫師的存在，同時也是數名角色曾使用過的化身。該角由作家加德纳·福克斯和藝術家霍華·謝爾曼（Howard Sherman）創作，且首次登場於《多趣漫畫》#55（1940年5月）中。

## 能力
歷代的命運博士皆受過納布的訓練而擁有各種強大的魔法力量。如念咒施法、飛行、超人類的力量、無敵、念力、心灵感应、控火和閃電操縱。但命運博士無法消除已經施放且生效的咒語。命運博士施展的魔力表現為聖書體埃及象形文字，如生命之符。此外，命運博士的力量被描述為「將能量真實地轉化為物質，以及物質轉化成能量」。

## 敵人
- 反命運（Anti-Fate）[5]
- 黑愛麗絲（英语：Black Alice (comics)）[6]
- 三魔頭（英语：Demons Three）[7]
- 伊恩·卡庫爾（英语：Ian Karkull）[8]
- 先生人（Mister Who）[9]
- 魔督（英语：Mordru）[10]
- 心理海盗（英语：Psycho-Pirate）[11]
- 沃坦（英语：Wotan (comics)）

## 其他媒體

### 電影
- DC擴展宇宙：由皮爾斯·布洛斯南飾演初代命運博士肯特·尼爾森。
  - 《黑亞當》（2022年）

### 動畫
- 命運博士肯特·尼爾森出現在《少年正義聯盟》動畫系列中[12]，前者由愛德華·阿斯納配音，而納布由凱文·麥可·理查森配音[13]。 
  - 尼爾森死後，閃電小子和水少俠曾短暫拿起了命運頭盔，直到尼爾森的靈魂說服納布釋放他們。 然而，在扎坦娜在“錯位”一集中戴上頭盔後，納布拒絕釋放她，直到她的父親扎塔拉提出取代她的位置，並在此過程中成為納布的新主人。從第三季開始，納布同意讓扎塔拉和扎塔娜每年重聚一小時。在第四季中，Zatanna 組建了魔法哨兵，其中包括 Khalid Nassour（由 Usman Ally 配音）和 Traci Thurston（由 Lauren Tom 配音），以釋放 Zatara 並說服 Nabu 在所有人之間輪換。

## 外部連結
- 漫画书数据库：Doctor Fate (Kent Nelson)
- 漫画书数据库：Doctor Fate (Eric and Linda Strauss)
- 漫画书数据库：Doctor Fate (Inza Nelson)
- 漫画书数据库：Doctor Fate (Hector Hall)
- 漫画书数据库：Doctor Fate (Kent V. Nelson)
- 漫画书数据库：The Helmet of Fate